# لي ياجون (رفع الأثقال)
لى يا جون (ولدت في 27 أبريل 1993)، رباعة صينية. كانت تنافس في بطولة العالم 2013 في فئة وزن 53 كجم، قد فازت بالميدالية الذهبية.

## روابط خارجية
- لي ياجون على موقع الاتحاد الدولي (الإنجليزية)
- لي ياجون على موقع مشروع نتائج رفع الأثقال الدولية (الإنجليزية)
- لي ياجون على موقع IAT Database Weightlifting (الألمانية)
- لي ياجون على موقع اللجنة الأولمبية الدولية (الإنجليزية)
- لي ياجون على موقع أوليمبيديا (الإنجليزية)
- لي ياجون على موقع اللجنة الأولمبية الصينية (الإنجليزية)